# Првенство Београдског подсавеза 1920.
Првенство Београдског лоптичког подсавеза прво је такмичење у фудбалу на територији Србије након Првог светског рата. Учествовало је пет клубова, а играло се по једнокружном лига систему. БСК је освојио титулу.

## Табела
| Поз. | Клуб              | Бр. утакмица | Победа | Нерешено | Пораз | П+ | П- | П+/- | Бодови |
| ---- | ----------------- | ------------ | ------ | -------- | ----- | -- | -- | ---- | ------ |
| 1    | БСК               | 4            | 4      | 0        | 0     | 17 | 3  | +14  | 8      |
| 2    | СК Југославија    | 4            | 3      | 0        | 1     | 10 | 3  | +7   | 6      |
| 3    | БУСК              | 4            | 2      | 0        | 2     | 3  | 6  | -3   | 4      |
| 4    | СК Вардар Београд | 4            | 1      | 0        | 3     | 2  | 7  | -5   | 2      |
| 5    | СК Соко           | 4            | 0      | 0        | 4     | 4  | 17 | -13  | 0      |

## Извор
- RSSSF